# Ernai
Ernai (paraula basca que significa «atent», «despert») és una organització política i juvenil, que té com a marc d'actuació Euskal Herria i té com a objectius principals la independència, el socialisme i el feminisme. Se la considera hereva de les organitzacions il·legalitzades Jarrai, Segi i Haika i compta amb diferents assemblees locals arreu del territori basc.
El primer congrés d'Ernai va ser celebrat el 2 de març del 2013, a la localitat navarresa de Lizarra, després d'un procés constituent iniciat sis mesos abans. Aquest procés constituent, anomenat zukgua, es va realitzar poble a poble i va tenir com a resultat la nova organització juvenil de l'Esquerra Abertzale. És, per tant, juntament amb el partit Sortu i el sindicat LAB, un dels principal eixos de l'Esquerra Independentista Basca.
El principal eix de treball d'Ernai es basa en la creació de nous models de vida per a la societat basca, adoptant com a objectius de treball la socioeconomia, l'oci, l'euskera, l'educació formal, l'ecologisme, el feminisme, l'internacionalisme i la formació politicoideològica. Ernai pren un compromís ferm per fer passos i seguir avançant en el procés de resolució del conflicte armat i es marca com a primer pas l'assoliment d'un "marc democràtic" a Euskal Herria.